# 恋綴魂
「恋綴魂」 (ことだま) は、日本のロックバンド、Kagrraの9枚目のシングル。2002年10月4日にPS COMPANYから販売。

## 概要
- 9thシングル「桜舞い散るあの丘で」と同時発売。初回デジパック仕様。
- 「恋綴魂」は2000年にリリースされたデモテープ『恋綴魂』収録の同名曲の再録バージョンである。
- 2005年にキングレコードから再発されている。
- 「恋綴魂」は2011年のベストアルバム『Kagrra Indies BEST 2000-2003』に収録された。

## 収録曲
| 全作詞: 一志、全作曲・編曲: Kagrra。 |                                       |       |            |      |
| #                                    | タイトル                              | 作詞  | 作曲・編曲 | 時間 |
| 1.                                   | 「恋綴魂」(ことだま)                  | 一志  | Kagrra     | 4:29 |
| 2.                                   | 「恋綴魂 ushimitsu刻 ver.」(ことだま) | 一志  | Kagrra     | 2:51 |
| 3.                                   | 「恋綴魂 unplugged ver.」(ことだま)   | 一志  | Kagrra     | 3:38 |
| 合計時間:                            | 合計時間:                             | 10:58 |            |      |

## 参加ミュージシャン
- 一志: Vocal
- 楓弥: Guitar
- 真: Guitar
- 女雅: Bass
- 白水: Drums